# Дълбоководен вампиров калмар
Vampyroteuthis infernalis е неголямо дълбоководно главоного мекотело-детритофаг, реликтов вид и единствен представител на монотипен род Vampyroteuthis. Обитава умерените и тропическите води на Световния океан. Това е единствения главоног представител, който е способен да живее на дълбочина 400—1000 m в зона, където разтвореният във водата кислород е в минимални количества. Видът притежава сходни черти едновременно с калмарите и октоподите.